# Andria
Andria je jedan od tri glavni grad talijanske pokrajine Barletta-Andria-Trani u regiji Apulija od 100 432 stanovnika.

## Zemljopis
Andria leži na jugoistoku Apeninskog poluotoka, na istočnim obroncima Murgie,
udaljena 10 km južno od Barlette i Jadranskog mora.

## Povijest
Andria je možda bila antički Netium o kojem je u 1. st. pr. Kr. pisao grčki zemljopisac Strabon. Ipak se ona prvi put spominje za vrijeme normanske invazije na Južnu Italiju u 11. st. tad je normanski grof iz obližnjeg Trania dogradio i utvrdio dotad maleno naselje Locum Andre.
Ono je kasnije postalo omiljeno lovište cara Svetog rimskog carstva Fridrika II. koji je 1240. 17 km južnije sagradio masivni oktogonalni dvorac - Castel del Monte.
Nakon toga tokom srednjeg vijeka mjestom su vladali Anžuvinci pa Oton IV., a nakon njih porodične dinastije Orsini, Acquaviva i Carafa.

## Znamenitosti
Andria ima dosta vrlo dobro očuvanih rimskih spomenika, i danas temeljno obnovljenu katedralu iz 10. st. - Uznesenja BDM (Santa Maria Assunta), u kojoj se nalaze grobovi druge i treće žene Fridrika II.; Jolande Jeruzalemske i Izabele Engleske.

## Privreda i transport
Andria leži na željezničkoj pruzi Bari - Foggia, ona je sjedište poljodjelskog kraja, poznatog po vinu, maslinama i bademima.
Grad ima i nešto industrije koja proizvodi tekstilne proizvode, maslinovo ulje i vino.

## Vanjske poveznice
- Službene stranice grada[neaktivna poveznica] (tal.)
- Andria na portalu Encyclopædia Britannica